# Grice (Hausschwein)

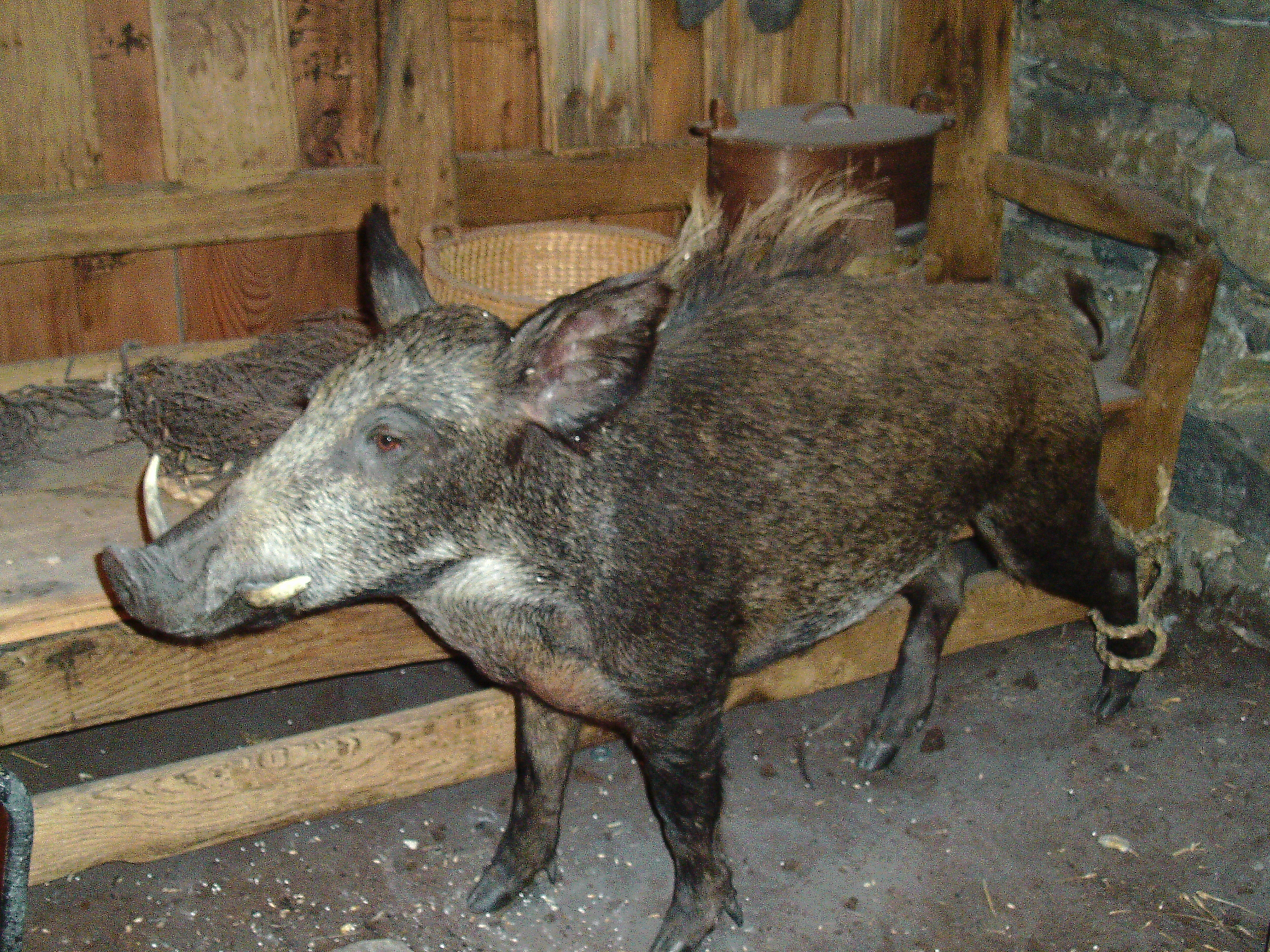
Rekonstruktion eines Grice

Das Grice war eine primitive Rasse von Hausschweinen, die in ihrer Verbreitung auf die schottischen Shetlandinseln begrenzt war. Es handelte sich um eine dem Wildschwein nahestehende Rasse, die aber körperlich sehr klein war. Die Tiere waren für ihre Aggressivität bekannt, wiesen unter anderem kleine Hauer, einen hohen, gebogenen Rücken sowie eine Haarbürste entlang des Längsstrichs auf.
Die Schweinerasse war den klimatischen Bedingungen der Shetlands gut angepasst. Die Tiere wurden überwiegend im Freien gehalten und weideten gewöhnlich auf den steinumfassten Weiden der Landpächter. Die Schweine waren bekannt dafür, dass sie gelegentlich auch Lämmer angriffen und fraßen. Das sogenannte Grice law legte fest, dass der Besitzer eines solchen Schweines eine Geldstrafe zu entrichten hatte sowie für alle Schäden aufzukommen hatte, die ein solches Schwein anrichtete. 
Ab 1800 entmutigten Landbesitzer zunehmend ihre Pächter, Schweine in dieser Form zu halten. Da zunehmend auch andere Schweinerassen vom schottischen Festland importiert wurden, nahm der Bestand der Grice-Schweine stark ab. Seit spätestens 1930 ist die Rasse ausgestorben.